# 大华街道
大华街道，是中华人民共和国广东省汕头市金平区下辖的一个乡镇级行政单位。

## 行政区划
大华街道下辖以下地区：
福长社区、竞长社区、迎春社区、炽昌社区、华坞社区、华新社区、集成社区、康乐社区、爱华社区、联兴社区、乔林社区和葱陇社区。